# Symplocos robinsonii
Symplocos robinsonii är en tvåhjärtbladig växtart som beskrevs av Ridley. Symplocos robinsonii ingår i släktet Symplocos och familjen Symplocaceae.

## Underarter
Arten delas in i följande underarter:
- S. r. angustifolia
- S. r. latifolia
- S. r. pilosa